# С огън и меч (филм, 1999)
Вижте пояснителната страница за други значения на С огън и меч.
„С огън и меч“ (на полски: Ogniem i mieczem) е полски игрален филм от 1999 година на режисьора Йежи Хофман. Сценарият е на основата на романа на Хенрик Сенкевич със същото заглавие.
Едновременно с кино премиерата е направена и телевизионна версия – минисериал със същото заглавие.
Саундтракът от филма е издаден през 1999 г. от музикалния лейбъл „Проматон ЕМИ“.
Премиерата на филма се е състояла 12 февруари 1999 г. в Полша.

## Актьорски състав
| Актьор               | Роля                    |
| -------------------- | ----------------------- |
| Михал Жебровски      | Ян Скжетуски            |
| Изабела Скорупко     | Хелена Курцевичовна     |
| Александер Домогаров | Юрко Бохун              |
| Бохдан Ступка        | Бохдан Хмелницки        |
| Кшищоф Ковалевски    | Ян Заглоба              |
| Анджей Северин       | Йереми Вишновецки       |
| Збигнев Замаховски   | Михал Войодийовски      |
| Виктор Зборовски     | Лонгинус Подпента       |
| Войчех Малайкат      | Женджян                 |
| Ева Вишневска        | Курцевичова             |
| Мачей Козловски      | Максим Кшивонос         |
| Марек Кондрат        | Ян II Кажимеж           |
| Руслана Писанка      | Хорпина                 |
| Даниел Олбрихски     | Тухай-бей               |
| Лешек Телешински     | свещеник Муховецки      |
| Йежи Бончак          | Даниел Чаплински        |
| Анджей Копичински    | полковник Зачвилиховски |
| Густав Холоубек      | Адам Кишел              |
| Адам Ференци         | Илсям III Гирей         |
| Йежи Карашкевич      | Хероним Раджейовски     |
| Димитр Мирогродский  | Атаман кошови           |
| и други              |                         |

## Награди
| Година на церемония | Организатор                                                       | Награда |
| ------------------- | ----------------------------------------------------------------- | --- |
| 1999                | Гдиня Филм Фестивал                                               | Златни Лъвове: Най-добър монтаж: Марчин Бастковски и Цезари Гжешюк Най-добра сценография: Анджей Халински Награда на журито за творчески приключване на снимките на епичния Сенкевич: Йежи Хофман Награда на председателя на Управителния съвет на Полската телевизия: Йежи Хофман |
| 1999                | Фестивал на Полските Филми в Шикаго                               | Златни Зъби: Награда на публиката: Йежи Хофман |
| 1999                | Асоциацията на полските кино                                      | Брилянтен билет: За филм, който привлича много зрителите до киното: Йежи Хофман |
| 1999                | 3. церемония даването орлите                                      | Най-добра поддържаща женска роля: Ева Вишневска Най-добър продуцент: Йежи Михалюк и Йежи Хофман |
| 2000                | Филм                                                              | Златна Патица: Най-добър полски филм в 1999 г.: Йежи Хофман |
| 2000                | Международен Филм Фестивал на Славианските и Православни в Москва | Първа награда: Йежи Хофман |
| 2000                | ТП СА Мюзик енд Филм Фестивал                                     | Philip Award: За оригинална музика и адаптиран в полския филм: Кшешимир Дембски |